# اعتلال نخاع فقاري عنقي
اعتلال النخاع الفقاري العنقي (اختصارًا CSM) اضطراب يتميز بتدهور النخاع الشوكي العنقي المرتبط بالعمر. يُسمى أيضًا اعتلال الجذور النخاعية الفقارية، وهو اضطراب عصبي يصيب النخاع الشوكي وجذور الأعصاب. ترتبط شدة سي إس إم بشكل شائع بعوامل تشمل العمر والموقع ومدى انضغاط النخاع الشوكي.
يزداد معدل وقوع سي إس إم مع تقدم العمر، إذ لا بد من وجود انضغاط في النخاع الشوكي لدى الأشخاص الذين تبلغ أعمارهم 55 عامًا أو أكثر.
تشكل أعراض الألم والخدر ومشاكل التوازن والتنسيق معظم حالات سي إس إم الشائعة. ينتج بشكل رئيسي عن انضغاط النخاع الشوكي بسبب التغيرات التنكسية في الفقرات الرقبية. تتوفر مجموعة واسعة من الاختبارات وأساليب الرعاية الطبية للمساعدة في تشخيص وعلاج سي إس إم، على التوالي، نظرًا لارتفاع معدل وقوع الحالة.

## العلامات والأعراض
توجد العديد من أعراض سي إس إم والتي تختلف بشكل أساسي وفقًا للموقع النسبي ومدى انضغاط النخاع الشوكي. من الأعراض الأكثر شيوعًا:
ألم في الأطراف العلوية والسفلية -مستويات غير منتظمة من الألم في المناطق المحيطة بالرقبة والذراعين والساقين
- تشوش الحس -الإحساس بالوخز أو الخدر
- شلل جزئي -ضعف في حركة الأطراف العلوية والسفلية
- رنح -عدم القدرة على تنسيق حركات الجسم والثبات
- سلس البول -فقدان السيطرة على حركة الأمعاء أو المثانة

## الوقاية
بفضل كون سي إس إم حالة تنكسية مرتبطة بالعمر، هناك طرق لتقليل أو تأخير بداية ظهور الأعراض، ولكن تجنبها تمامًا قد يكون صعبًا. يمكن الحد من مخاطر هذه الحالة عن طريق:
- اعتماد نظام غذائي صحي -تناول الكالسيوم وفيتامين دي بانتظام للحفاظ على كثافة العظام وقوة العمود الفقري لدعم النخاع الشوكي ميكانيكيًا
- اتخاذ الوضعيات الصحيحة -الحفاظ على المنحنى الطبيعي للعمود الفقري في أثناء الجلوس والوقوف. يتيح الحفاظ على بيئة العمل المناسبة مساحة أقل للضغط على النخاع الشوكي وجذور الأعصاب المرتبطة به
- تجنب التدخين -الحد من تدخين التبغ للحد من انخفاض كثافة العظام وقوة العمود الفقري
- التمرين -تحسين قوة العضلات حول الفقرات العنقية لتحسين الدعم الميكانيكي والحد من خطر الإصابة بسي إس إم[8]

## العلاج
يكمن المبدأ الأساسي وراء علاج سي إس إم في تخفيف الضغط الواقع على النخاع الشوكي وجذور الأعصاب. رغم أن خيارات العلاج تختلف اعتمادًا على شدة أعراض سي إس إم ومدتها وفقًا لما يحدده الأخصائي الطبي.

### العلاجات غير الجراحية

#### العلاج الطبيعي
يعد العلاج الطبيعي خيارًا مناسبًا للمراحل الخفيفة إلى المتوسطة من سي إس إم للمساعدة في تعزيز قوة العضلات. يساعد الثبات الوسطي القوي على تصحيح الوضعيات، ما يحرر بدوره الضغط داخل العمود الفقري الذي يُمارس على النخاع الشوكي فيخفف الألم المرتبط بسي إس إم.

#### الأدوية
عادةً ما يتم تناول الأدوية، بما في ذلك مسكنات الألم، لتدبير الألم أو الالتهاب الناجم عن سي إس إم. مع ذلك، لا تعد أدوية سي إس إم علاجًا بل تساعد في التغلب على الإزعاجات اليومية المرتبطة بهذه الحالة.
يمكن علاج آلام الأطراف العلوية والسفلية الناجمة عن التهاب في جذور الأعصاب الموافقة باستخدام مضادات الالتهاب اللاستيرويدية أو حقن الستيرويدات. تشمل أدوية سي إس إم ما يلي:
- إيبوبروفين
- نابروكسين
- ميلوكسيكام
- الكورتيكوستيرويدات

تُستخدم أدوية أخرى بما في ذلك الأسيتامينوفين (باراسيتامول) والكورتيكوستيرويدات الفموية ومرخيات العضلات بالمشاركة مع مضادات الالتهاب اللاستيرويدية لمعالجة الألم والالتهابات.

### العلاجات الجراحية
تخفيف الضغط الجراحي
غالبًا ما يُلجأ إلى الجراحة في الحالات الشديدة من سي إس إم لتخفيف الضغط الواقع على النخاع الشوكي وجذور الأعصاب المرتبطة به يدويًا. يعد استئصال الصفيحة الفقرية إجراءًا جراحيًا شائعًا لتخفيف الضغط على العمود الفقري، إذ يُستأصل جزء من الفقرات لتخفيف الضغط على النخاع الشوكي. يعد العلاج بإعادة التأهيل ضروريًا للمساعدة في تعافي النخاع الشوكي عن طريق استعادة استقرار العضلات والثبات الوسطي. رغم أن هذا الإجراء يظهر نتائج واعدة على المدى الطويل بعد الجراحة، ينطوي على مخاطر كبيرة.